# كيا كلاية (أملش الشمالي)
کیا کلایة (بالفارسية: کیا کلایه) هي منطقة سكنية تقع في إيران في غيلان. يقدر عدد سكانها بـ 1,161 نسمة .